# 105 a. C.
El año 105 a. C. fue un año del calendario romano prejuliano. En el Imperio romano, fue conocido como el año 649 Ab Urbe condita.

## Acontecimientos

### Roma
- 1 de enero:[nota 1][1] Inicia el consulado de Cneo Malio Máximo y Publio Rutilio Rufo.
- 6 de octubre:[2] La Batalla de Arausio, donde los cimbrios destruyen dos ejércitos romanos en el Ródano, es la derrota más severa de fuerzas romanas desde la Batalla de Cannas.
- Los combates de gladiadores son oficializados e instruidos como parte de los juegos públicos de Roma.[3]
- Cayo Mario, junto con el cónsul Publio Rutilio Rufo, inicia reformas del ejército romano.
- Termina la Guerra de Jugurta contra el Reino de Numidia.
- Las legiones romanas son derrotadas a orillas del Ródano por las fuerzas de los cimbrios y teutones, pueblos que emigraban del norte de Europa en busca de mejores condiciones de vida en el sur.[4]

## Nacimiento
- Marco Acio Balbo, político romano primo de Pompeyo el Grande y abuelo de Augusto, primer emperador.

## Fallecimientos
- Marco Aurelio Escauro, cónsul romano.